# گرتچن فریزر
گرتچن فریزر (انگلیسی: Gretchen Fraser; ۱۱ فوریهٔ ۱۹۱۹ – ۱۷ فوریهٔ ۱۹۹۴) اسکی‌باز اهل ایالات متحده آمریکا بود.
وی در مسابقات کشوری و بین‌المللی در مجموع برندهٔ ۱ مدال طلا، ۱ مدال نقره شده‌است.